# Bernheim Arboretum

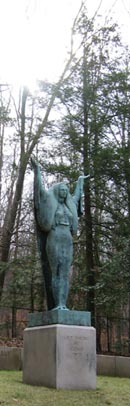
Bronzeskulptur „Let There Be Light“ von George Grey Barnard an dem Grab von Isaac Wolf Bernheim und seiner Frau

Bernheim Arboretum and Research Forest ist ein 57 km² großes Arboretum in Clermont, Kentucky, südlich von Louisville, Kentucky, USA.
Der Bernheim Forest wurde 1929 von Isaac Wolf Bernheim gegründet, einem deutschen Immigranten, dessen Whiskydestillerie die Marke I.W. Harper einführte. I.W. Bernheim kaufte das Land 1928, die Landschaftsarchitekturfirma Frederick Law Olmsted begann mit der Gestaltung des Parks in 1931 und 1950 wurde er eröffnet. Bernheim Forest wurde den Einwohnern von Kentucky in Form einer Stiftung übergeben.
1988 wurde eine Beraterfirma engagiert, deren Ergebnisse dazu führten, dass der Schwerpunkt auf das Arboretum gelegt wurde, Bernheim Forest wurde umbenannt in Bernheim Arboretum and Research Forest.
Das Gelände besteht prinzipiell aus zwei Teilen, dem Arboretum und dem Park. 56 km Wanderwege durchziehen das Gelände:

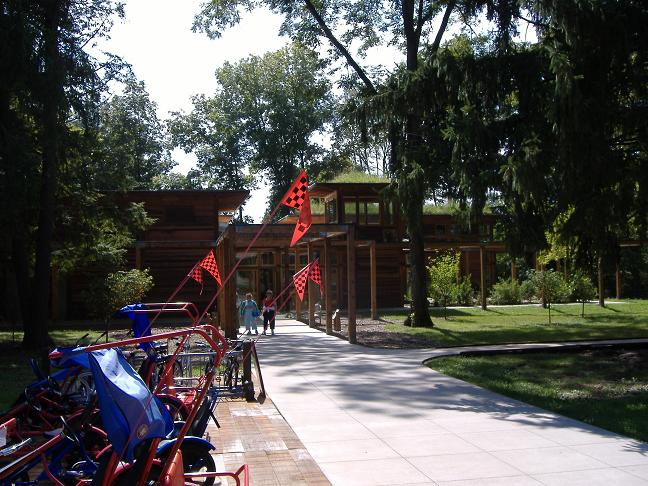
Das Besucherzentrum

2005 wurde ein neues, ökologisch erbautes Besucherzentrum eröffnet. Das Gebäude wurde mit dem LEED Award ausgezeichnet. Im Jahr 2023 erhielt das Gebiet die Akkreditierung als Botanischer Garten.

## Das Arboretum
Das Arboretum umfasst 0,97 km² mit mehr als 1.900 markierten Bäumen und Sträuchern. Es enthält eine der besten Sammlungen von Stechpalmen (Ilex opaca) in Nordamerika, mit mehr als 185 Sorten.

## Arts in Nature
Mindestens 15 Skulpturen befinden sich auf dem Bernheim-Gelände. Das Artist-in-Residence-Programm bietet jährlich 1–2 Künstlern Unterkunft und Arbeitsmöglichkeit, das Programm Sited@Bernheim ermöglicht Installationen.
Folgende Skulpturen wurden im Laufe der Jahre an Bernheim übergeben:
- Earth Measure, Matt Weir, 2013
- Crawling, Red and White, Heike Endemann, 2013
- Snake Hollow, Patrick Dougherty, 2012
- Insight, Heike Endemann,  2011
- Hello, Russell Vogt, 2009
- Untitled, Jerry Bleem, 2002
- Emerging, Meg White, 1988
- Untitled, Tom Butch, 1988
- Our Precious Forest, Karl Ciesluk, 1988
- Stricken by Karl Ciesluk, 1988
- Untitled, Paul Fields (1940–2004), 1980
- Cluster III, Ernest Shaw, 1976

## Naturschutz und Ökologie
Dank einer Förderung in Höhe von $500'000 durch die EPA konnten auf 1,2 km Länge die Uferbereiche und Aue des Wilson Creek renaturiert werden. Der begradigte Fluss wurde in seiner Mäander-Form wiederhergestellt, und einheimische Baum- und Blumenarten wurden angepflanzt. Im Jahr 2011 siedelten sich wilde Bieber an. Durch ihre Dämme bildeten sich Sedimentabsetzungen, sowie Bereiche stehenden Wassers, in denen Flussotter, Opossums, Vögel und Amphibien heimisch werden konnten. 2023 wurden erstmals Steinadler beobachtet, die das Gebiet als Winterquartier nutzten.